# 1702年の相撲
1702年の相撲（1702ねんのすもう）は、1702年の相撲関係のできごとについて述べる。

## できごと
元禄15年（1702年）、大坂堀江において、勧進相撲が行われた番付が現存している。これが現存する大坂相撲の最古の番付である。
その他、京都六波羅においても7月3日（元禄15年6月9日）を初日に相撲が行われている。